# Fiat Croma
La Fiat Croma (nome in codice Tipo 154) è un'autovettura prodotta dalla casa automobilistica italiana FIAT tra il 1985 e il 1996; si tratta di una berlina considerabile come l'ultima ammiraglia della casa, non essendo stata sostituita da nessun modello di pari categoria dalla fine della sua produzione.

## Storia e profilo
All'inizio del 1986 con il lancio della Croma, la casa automobilistica torinese rinnovò il suo modello di classe alta sostituendo l'obsoleta Fiat Argenta, rimasta in produzione per soli quattro anni e mezzo con risultati di vendita piuttosto deludenti, poiché si trattava soltanto di un mero restyling della vecchia Fiat 132. Il suo esordio decretò la scomparsa della trazione posteriore in favore della trazione anteriore. Il progetto è anche noto come "Tipo Quattro" e raccoglie in sé anche altre vetture: Lancia Thema, Saab 9000 e Alfa Romeo 164. Il nome originale scelto per la vettura era Chroma, ma poco prima del lancio il presidente Fiat Gianni Agnelli chiese di modificarlo privandolo della "h" e trasformandolo in Croma.
Il progetto comune tra le ammiraglie vide la nascita prima di Lancia Thema e Saab 9000, mentre per Croma si ricorse a uno studio di stile ottenuto per derivazione dalla Lancia Thema, contenendo moltissimo i tempi di sviluppo e i costi di design. 
Tuttavia il risultato ottenuto fu una linea innovativa, elegante ed estremamente equilibrata, con una coda ridotta e sfuggente dotata di un ampio portellone, ma che garantì comunque una buona capienza del bagagliaio, nonché abitabilità e comfort dell'abitacolo. Furono proprio la versatilità del portellone posteriore, inusuale per una berlina a tre volumi, nonché l'innovativo concetto "VSS" che garantirono alla Croma un grande successo; durante gli undici anni di vita commerciale del modello, durante i quali ne vennero venduti circa 438 000 esemplari.
Tecnicamente condivideva con le altre tre vetture l'autotelaio, le sospensioni, l'ossatura delle fiancate, il padiglione, gran parte degli impianti (condizionamento, circuito frenante) e con Lancia Thema e Saab 9000 anche le portiere.
Il disegno della moderna linea a due volumi e mezzo era nato in seno al Centro Stile Fiat, che ne aveva affidata la supervisione a Tom Tjaarda, e Giorgetto Giugiaro della Italdesign, mentre la costruzione era quasi interamente robotizzata.

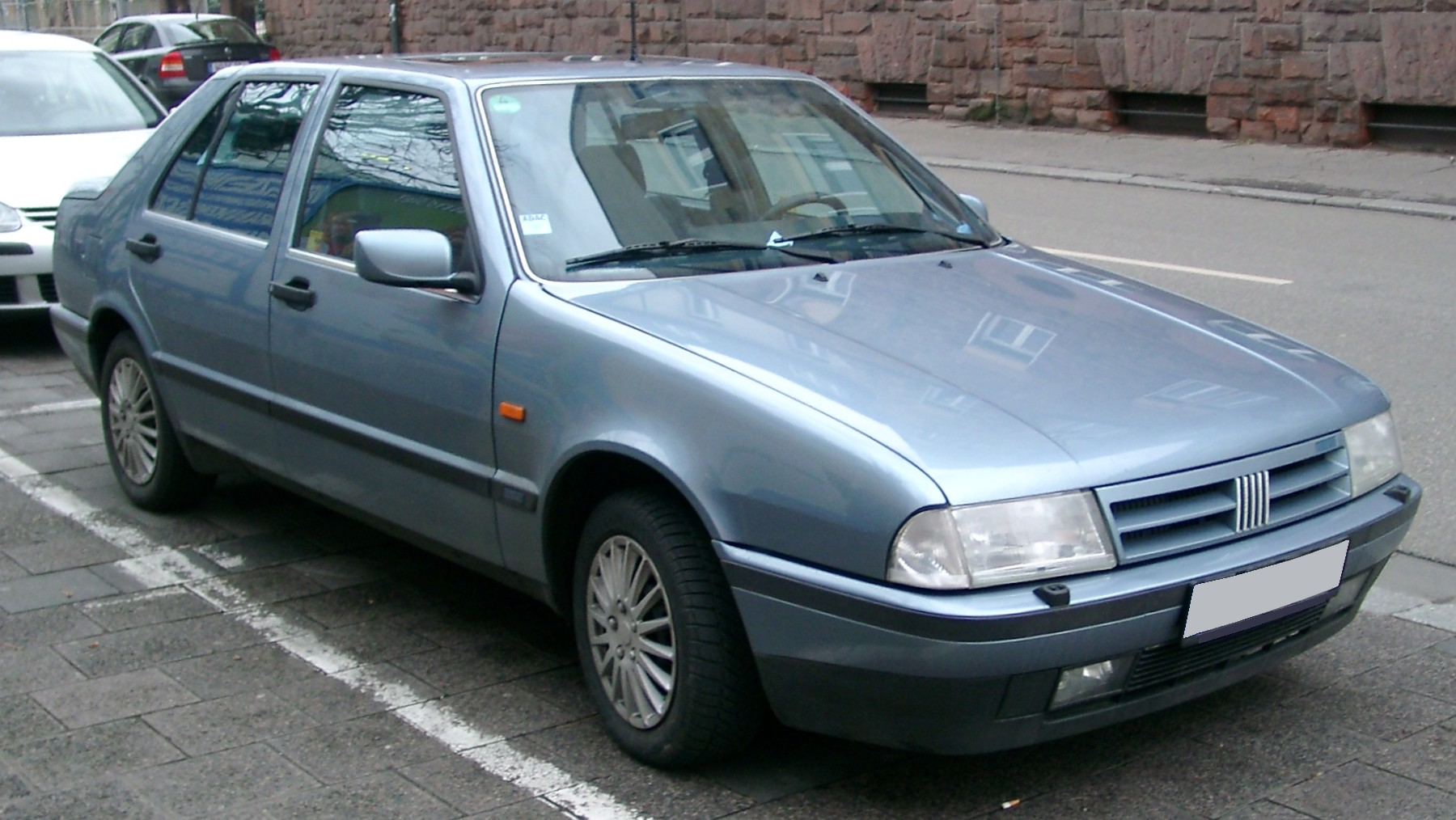
Vista anteriore di una Croma restyling 1991

Inizialmente venne venduta con varie motorizzazioni, derivate dai propulsori montati sulla Fiat Argenta: due con i classici carburatori con cilindrate da 1585 e 1995 cm³, due con iniezione da 1995 cm³, uno a pressione atmosferica e uno turbocompresso; le potenze erogate andavano dagli 83 ai 155 CV; tali motori erano tutti evoluzioni del "bialbero Lampredi". Erano anche disponibili a listino un Diesel (2,5 L) e un turbodiesel (2,4 L) rispettivamente da 75 e 100 CV. Venne commercializzata anche una versione a benzina denominata "CHT", con motorizzazione da 1995 cm³ e 90 CV e sistema Yamaha CHT (Controlled High Turbolence - alta turbolenza controllata), che consentiva di avere l'aspirazione a geometria variabile per maggior regolarità di funzionamento ai bassi regimi e minori consumi nel ciclo urbano. Ciò era possibile grazie a uno sdoppiamento dei condotti di aspirazione: uno piccolo (per i regimi bassi) e uno di dimensioni più grandi, che entrava in funzione con l'apertura delle farfalle supplementari, adatto ai regimi medi e alti.

## Evoluzione

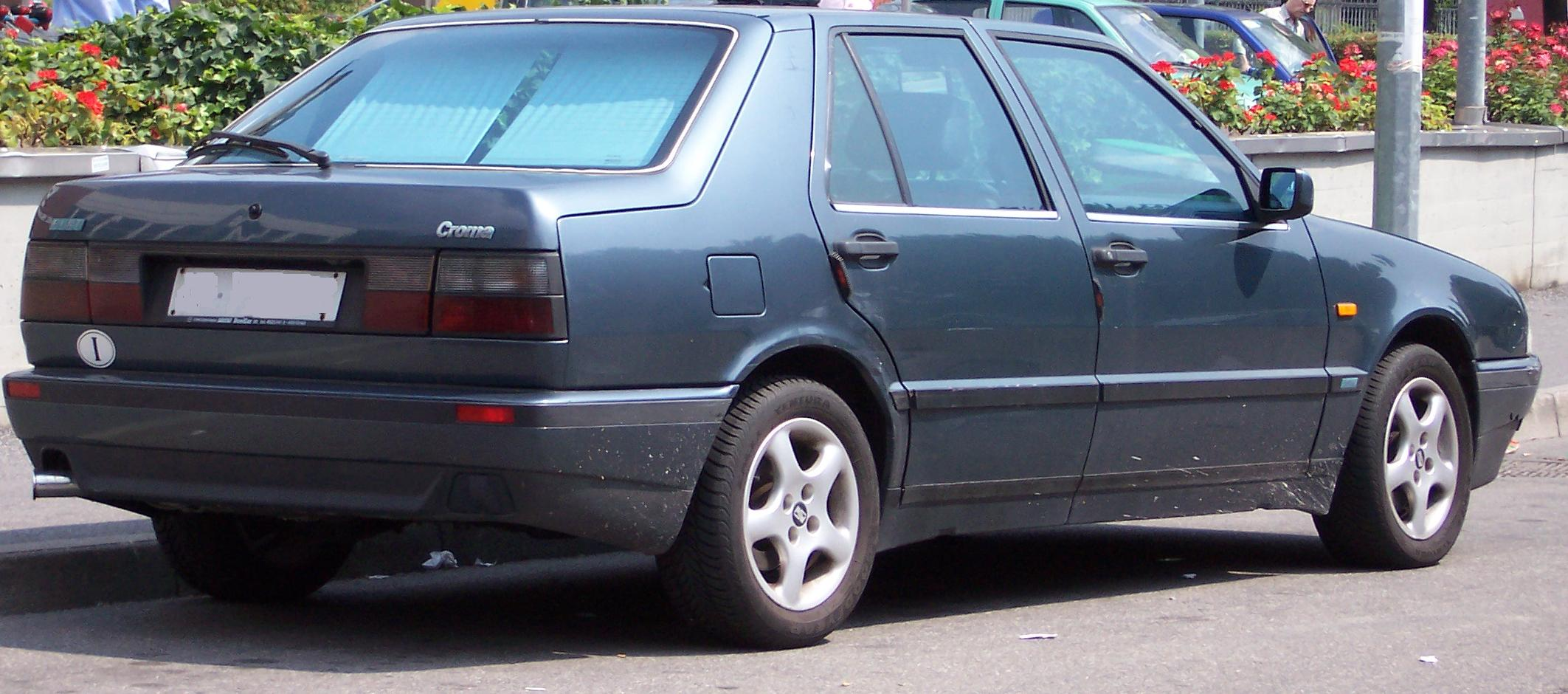
Vista posteriore di una Croma restyling 1991

La gamma venne arricchita nel 1988 con il primo propulsore 1.9 turbodiesel a iniezione diretta montata su una vettura di grande serie.
Nel 1991 il modello subì un restyling che ne arrotondò le linee, seguendo la moda del tempo e il nuovo family feeling della casa, che ne ingentilì il frontale; negli anni anche le motorizzazioni furono ammodernate, con l'eliminazione della cilindrata minore. 
A fine carriera, negli ultimi anni di produzione, venne messo in listino un modello della Croma con airbag (a partire dal 1994/95, le prime serie del 1993 ne erano sprovviste) e ABS; a giugno 1993 motore a V da 2492 cm³ a 12 valvole derivato dal V6 Busso montato in quel periodo dalle Alfa Romeo 155 con 159 CV a 5800 giri/minuto e coppia massima di 213 Nm a 4500 giri/minuto, con una punta massima di 215 km/h e uno 0 a 100 km/h coperto in 8,3 secondi. 

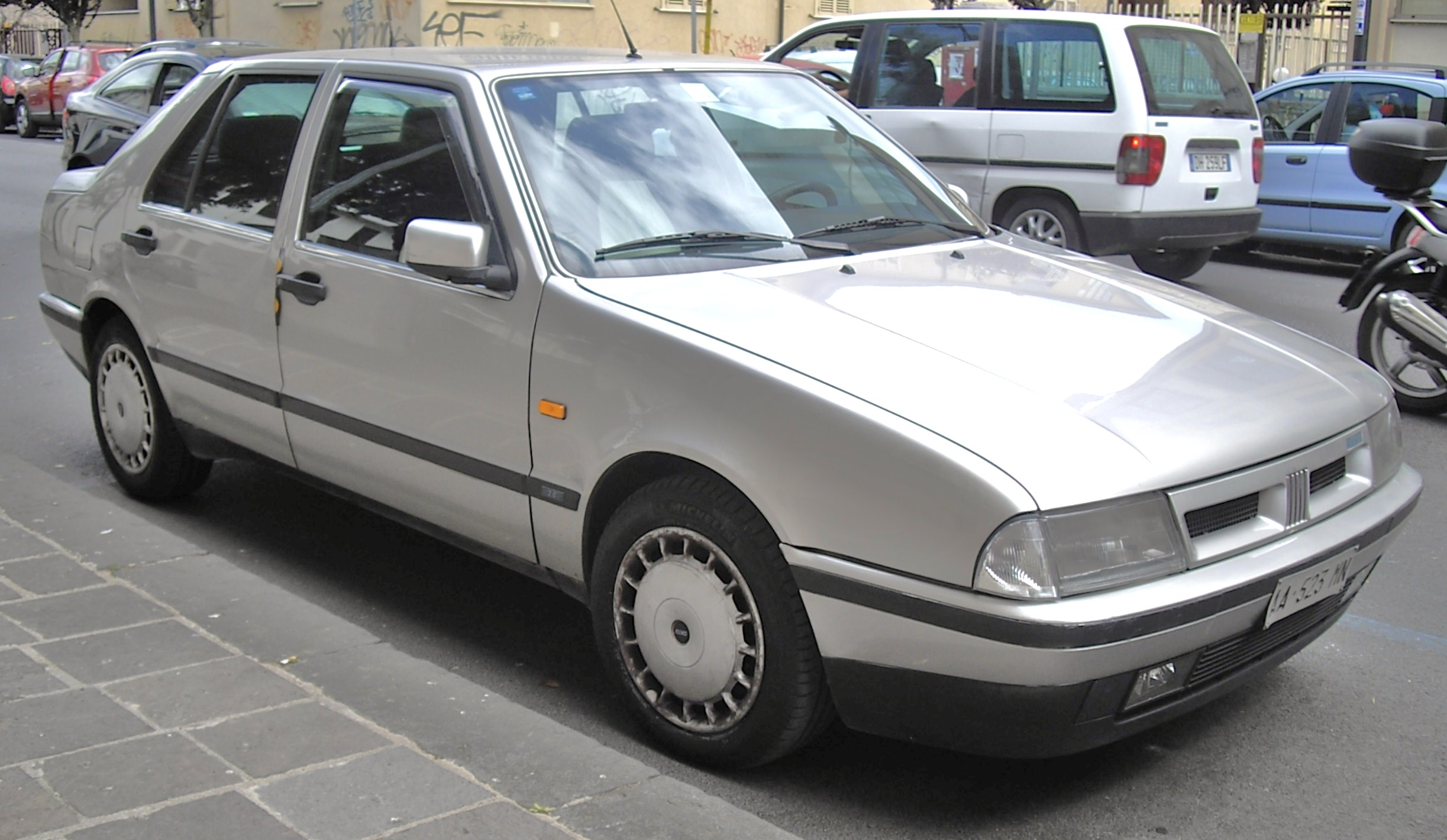
Fiat Croma Restyling 1995

Nell'aprile 1995 venne effettuato un altro piccolo restyling, visibile soprattutto dall'esterno nella nuova griglia del radiatore.
La produzione cessò, dopo una lunga carriera, nel dicembre 1996, senza che la vettura fosse sostituita da alcun modello di analoga classe.
Come le Lancia Thema, anche le Fiat Croma furono largamente acquistate da enti, ministeri e moltissime amministrazioni italiane. Per numerosi esemplari si trattava di versioni blindate, destinate al trasporto protetto di personalità pubbliche o magistrati. Tra queste vetture speciali, le più tristemente note nella memoria collettiva sono le tre Fiat Croma 2.0 turbo di colore bianco, azzurro e marrone che componevano il corteo di auto al servizio del giudice antimafia Giovanni Falcone e della sua scorta, saltate in aria nella strage di Capaci il 23 maggio 1992.

## Motorizzazioni
| Modello                 | Disponibilità        | Motore  | Cilindrata (cm³) | Potenza max     | Coppia max (Nm) | 0–100 km/h (secondi) | Velocità max (km/h) | Consumo medio (km/l) |
| 1.6                     | dall'esordio al 1991 | Benzina | 1585             | 61 kW (83 CV)   | 127             | 14,0                 | 170                 | 13,5                 |
| 2.0 CHT 90              | dall'esordio al 1989 | Benzina | 1995             | 66 kW (90 CV)   | 169             | 11,8                 | 182                 | 13,7                 |
| 2.0 CHT 98              | dal 1989 al 1992     | Benzina | 1995             | 72 kW (98 CV)   | 168             | 11,7                 | 183                 | 14,1                 |
| 2.0 i.e. cat.           | dal 1992 al 1997     | Benzina | 1995             | 85 kW (116 CV)  | 162             | 10,5                 | 190                 | 12,3                 |
| 2.0 i.e.                | dall'esordio al 1992 | Benzina | 1995             | 86 kW (117 CV)  | 162             | 9,9                  | 192                 | 13,0                 |
| 2.0 i.e. Automatica     | dal 1989 al 1991     | Benzina | 1995             | 86 kW (117 CV)  | 162             | 11,8                 | 188                 | 11,8                 |
| 2.0 i.e. 16V cat.       | dal 1992 al 1997     | Benzina | 1995             | 101 kW (137 CV) | 180             | 10,1                 | 200                 | 11,1                 |
| 2.0 Turbo i.e.cat.      | dal 1992 al 1997     | Benzina | 1995             | 110 kW (150 CV) | 247             | 7,8                  | 210                 | 12,0                 |
| 2.0 Turbo i.e.          | dall'esordio al 1992 | Benzina | 1995             | 114 kW (155 CV) | 235             | 7,8                  | 210                 | 12,2                 |
| 2.5 i.e. V6 cat.        | dal 1993 al 1997     | Benzina | 2492             | 117 kW (159 CV) | 213             | 8,6                  | 215                 | 9,9                  |
| 1.9 Turbodiesel i.d. 90 | dal 1988 al 1991     | Diesel  | 1929             | 66 kW (90 CV)   | 186             | 12,5                 | 180                 | 19,4                 |
| 1.9 Turbodiesel i.d. 92 | dal 1991 al 1997     | Diesel  | 1929             | 68 kW (92 CV)   | 196             | 12,5                 | 180                 | 19,3                 |
| 2.4 Turbodiesel         | dall'esordio al 1989 | Diesel  | 2445             | 74 kW (101 CV)  | 216             | 11,9                 | 185                 | 14,5                 |
| 2.5 Diesel              | dall'esordio al 1989 | Diesel  | 2499             | 55 kW (75 CV)   | 162             | 16,6                 | 165                 | 16,1                 |
| 2.5 Turbodiesel Eco     | dal 1992 al 1993     | Diesel  | 2499             | 77 kW (105 CV)  | 220             | 10,7                 | 190                 | 14,2                 |
| 2.5 Turbodiesel         | dal 1989 al 1992     | Diesel  | 2499             | 85 kW (116 CV)  | 245             | 11,0                 | 195                 | 14,3                 |

## Riutilizzo del nome
Venti anni dopo la presentazione della Croma, il 28 maggio 2005 FIAT incomincia la commercializzazione di una nuova vettura chiamata Croma, che però non ha nulla in comune con la sua antenata se non il nome, e possiede una tipologia di carrozzeria crossover-wagon. La vettura in questione è uscita dal listino nel 2010.